# Dark Jazz
Dark Jazz, Horror Jazz, Jazz Noir oder Doom Jazz sind Bezeichnungen für ein Musikgenre, das popkulturell häufig als Spielform des Jazz besprochen wird. Den Bezeichnungen werden meist instrumental orientierte Musikstücke zugeordnet, die Elemente aus Lounge-Musik, Jazz und Ambient miteinander verbinden, wobei eine ausgeprägte Tendenz zur Filmmusik mit düsterer und surreal-psychedelischer Atmosphäre besteht, und das Jazzelement eher eine zurückhaltende Rolle einnimmt. Der Stil entstand in den 1990er Jahren im Kontext des Extreme Metals.

## Musikalische Einordnung
Gemein ist den Interpreten des Dark Jazz die Melange aus „Ambient und Jazz, Noir und Verlangsamung, Doom und melancholischen Tönen.“ Viele Vertreter des Genres weisen hinzukommend cineastische Bezüge auf. So treten gehäuft Reminiszenzen an Trash-, BDSM- und Horrorfilme und deren Ikonografie auf. Diese Bezüge werden häufig in Rezensionen aufgegriffen. So wird die Musik als „vom Jazz beeinflusste Kopfmusik“ und „Musik für nie gedrehte Filme“ beschrieben.
Dark Jazz wird stets betont langsam und zumeist mit einem realen oder digital nachempfundenen Jazzinstrumentarium eingespielt. Als typisch gilt neben der cineastischen Atmosphäre und dem langsamen Spiel eine dem Doom Metal nahe stehende, atmosphärisch düstere und raumgreifende Klanglandschaft. Der Übergang zu angrenzenden und ähnlich angelegten Musikstilen wie Ambient, Dark Ambient und Post-Rock verläuft fließend. Mitunter wird der Dark Jazz als Spielform des Post-Rock klassifiziert.
Dabei gibt es nur wenig eindeutig zuordenbare Instrumente, welche den Interpreten des Dark Jazz gemein sind. Die meisten nutzen ein mit einem Besen möglichst langsam gespieltes Schlagzeug. Ebenfalls kommen häufig ein Kontrabass sowie ein Vibraphon zum Einsatz. Weitere Instrumente wie Mellotron, Rhodes-Piano, Trompete, Bratsche, Cello oder Saxophon werden von einigen Vertretern in den Klang eingebunden. Gesang wird hingegen nur selten genutzt. Manche Interpreten wie The Mount Fuji Doomjazz Corporation greifen verstärkt auf Synthesizer und Sequenzer zurück, um einen atmosphärischen Klang zu erzeugen, und nur sporadisch auf analoge Instrumente. Ebenso lässt sich keine einheitliche Aussage bezüglich der kompositorischen Herangehensweise feststellen. Während viele Projekte eher eine vollständige Komposition nutzen, greifen andere auf situative Improvisation zurück. Vom Jazz unterscheidet sich der Dark Jazz durch die Vernachlässigung charakteristischer Jazz-Elemente. Insbesondere auf solistische Improvisationen wird meist verzichtet. Selbst die improvisierenden Interpreten verzichten in der Regel auf Soli und konzentrieren sich an Stelle dessen auf die Schaffung einer Gesamtatmosphäre. Gert Keunen nennt den Stil gar „Jazz für jene, die Jazz nicht mögen.“

## Geschichte

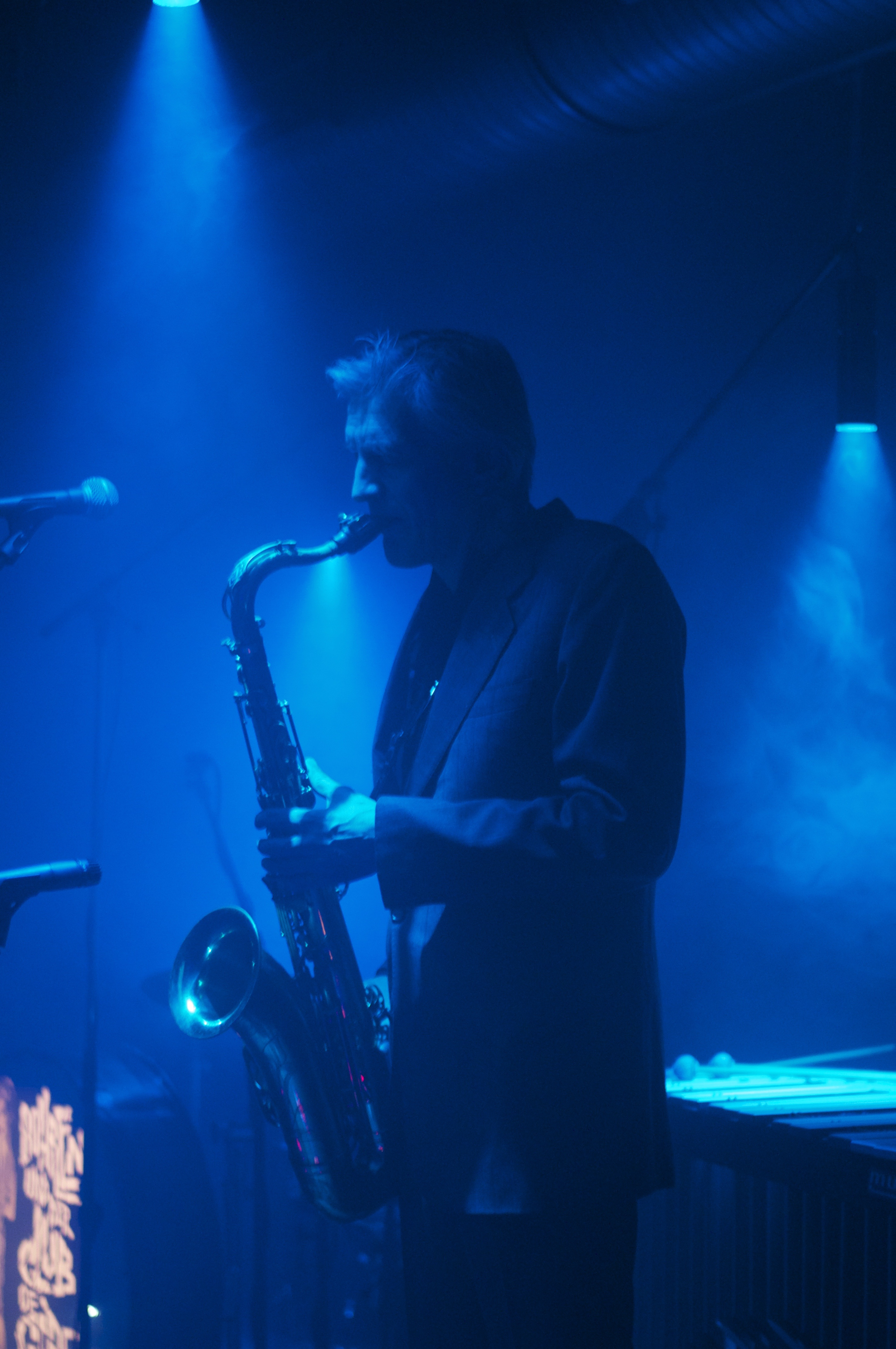
Christoph Clöser von der Pionierband Bohren & der Club of Gore

Gemeinhin gilt Bohren & der Club of Gore als das erste Dark-Jazz-Projekt. Dennoch werden Angelo Badalamenti und seiner Filmmusik, insbesondere seiner Arbeit für David Lynchs Serie Twin Peaks, zu Beginn der 1990er Jahre, sowie Jarboe, in ihrer Kooperation mit der No-Wave-Band Swans ab Mitte der 1980er Jahre, Vorreiterrollen für das Genre zugesprochen. Abgesehen von Rezensionen, welche die Verbindung zu Jarboe, Badalamenti und Lynch herstellen, verweisen auch einige der Interpreten auf eine solche Inspiration. So benannte sich das Dale Cooper Quartet & the Dictaphones nach der Hauptrolle der TV-Serie Twin Peaks, die russische Band Côte Déserte nannte ihr Debüt Dale Cooper’s Case und gestaltete das Album in Anlehnung an ikonische Sequenzen der Serie und Detour Doom Project verwies explizit auf Lynch und Badalamenti als wesentliche Einflussfaktoren.
Allerdings sei die Musik erst durch die Mülheimer Band Bohren & der Club of Gore „zu einem veritablen Stil herangewachsen“. Die Band habe mit ihren ersten Alben autark das Genre geprägt. Die aus dem Extreme Metal und Hardcore Punk stammende Gruppe suchte nach einer alternativen Ausdrucksmöglichkeit und wandte sich 1992 „von den harschen, metallischen Klängen ab […] und verbanden typische Jazz-Klänge von Piano, Bass, Saxophon und Schlagzeug mit der Gitarren-Schwere des Doom-Metals. Zusätzlich schwängerten sie ihren Sound mit atmosphärischen Ambient-Klängen.“
Nach den ersten Veröffentlichungen und Achtungserfolgen von Bohren & der Club of Gore folgten weitere Projekte die eine ähnliche, häufig cineastische, musikalische Mischung aus Jazzinstrumentarium und düsterer Atmosphäre präsentierten. Der musikalische Ansatz wird häufig als Antithese zu den von den Musikern zuvor angestrebten Musikstilen Death Metal, Grindcore oder Hardcore Punk interpretiert. Bohren-&-der-Club-of-Gore-Gründungsmitglied Morten Gass bestätigt den Wunsch, sich von dergestaltenen Stilvorgaben zu emanzipieren und dennoch die Grundhaltung einer Metalband beizubehalten. Entsprechend verweist er unter anderem auf Interpreten des Extreme Metals als Einflussfaktoren. So bezeichnet er Bands wie Hellhammer, Repulsion, Autopsy und Gore neben Cocteau Twins, Sade, Martin Böttcher und Helge Schneider als wichtige Inspirationsquellen.
Mit dem Erfolg des vierten, über Ipecac Recordings international verlegten Bohren-Albums Black Earth aus dem Jahr 2002 und dem Aufkommen weiterer ähnlich angelegter Musikprojekte wie Dale Cooper Quartet & the Dictaphones, Exit Oz, Swami Lateplate, The Kilimanjaro Darkjazz Ensemble und Heroin and Your Veins verbreiteten sich zusehends unterschiedliche Bezeichnungen, unter denen die Interpreten subsumiert wurden. Die meisten dieser Stilbezeichnungen wurden ursprünglich zur Umschreibung der Musik von Bohren & der Club of Gore genutzt.
Elemente des Dark Jazz wurden gelegentlich bis hin zu ganzen im Genre gespielten Alben von Metalgruppen, insbesondere von Vertretern des Drone Dooms wie Earth, Sunn O))) und Aidan Baker alias Nadja, aufgegriffen, sowie von Interpreten des Post-Metals, wie Walk Through Fire und Callisto. Die experimentelle Depressive-Black-Metal-Band Katharos XIII griff den Stil auf ihrem Album Palindrome 2019 auf. Ebenso benennt die Doom-Metal-Band Messa den Stil und besonders dessen Hauptinitiator als bedeutsamen Einfluss auf den eigenen Stil. Auch aus dem Dark Ambient kommt es gelegentlich zu Überschneidungen wie bei Noroeste oder Wordclock.
Indes blieb das Genre überwiegend ein Underground-Phänomen. Lediglich die Genreinitiatoren von Bohren & der Club of Gore erreichten neben dem rezipierenden Feuilleton-Erfolg 2014 die deutschen Charts. Andere Interpreten wie Detour Doom Project, Senketsu No Night Club, Heroin and Your Veins, Povarovo, Macelleria Mobile di Mezzanotte, Radare, Taumel, Last Call at Nightowls oder Tartar Lamb blieben Mainstream-Erfolgen fern. Viele Interpreten des Dark Jazz wurden hinzukommend nicht vom Feuilleton wahrgenommen. Diese öffentliche Rezeption beschränkte sich auf wenige Interpreten wie Bohren & der Club of Gore und The Kilimanjaro Darkjazz Ensemble.
Ebenso konnte sich kein einheitliches Publikum des Genres herausbilden. So werden einige Gruppen eher von einem Jazz- und Avantgarde-Publikum geschätzt, andere hingegen verstärkt von Punk-, Dark-Wave- oder Metal-Anhängern. Spätestens in den 2010er Jahren tat sich Denovali Records mit den Veröffentlichungen von Genrevertretern und Interpreten, die sich dem Genre näherten, wie The Lovecraft Sextet, The Mount Fuji Doomjazz Corporation, The Kilimanjaro Darkjazz Ensemble und Povarovo als bedeutsames Label hervor. Weitere Label wie das italienische Signora Ward Records und das russische Aquarellist widmeten sich ebenfalls verstärkt dem Genre, erlangten aber nicht analoge Feuilleton-Popularität.